# Daniella Alonso

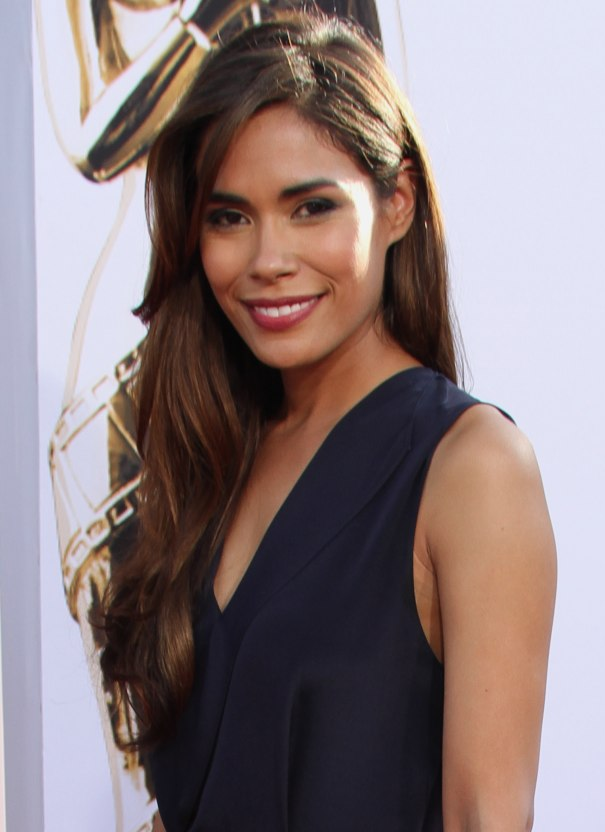
Daniella Alonso (2014)

Daniella Alonso (* 22. September 1978 in New York City, New York) ist eine US-amerikanische Schauspielerin und ein Model.

## Leben
Daniella Alonso hat puerto-ricanische, peruanische und japanische Wurzeln. Sie begann ihre Berufslaufbahn als Model für die Ford Agency. Unter anderem trat sie als Cover Girl für CG Cosmetics in Erscheinung.
Nebenbei trat sie auch sporadisch vor die Kamera, unter anderem in einer Folge der Kriminalserie Law & Order. Seit 2003 begann die Schauspielerei mehr und mehr Bedeutung im Leben der attraktiven Künstlerin zu gewinnen. Sie wirkte sowohl in Fernseh- als auch in Kinofilmen mit; bevorzugt in Horrorgeschichten. In diesem Genre ist sie am besten mit dem Part der hartgesottenen Soldatin Missy in Erinnerung, die in The Hills Have Eyes 2 nur knapp einer Horde kannibalistischer, mutierter Menschen entkommen kann.
In einer Abstimmung des Maxim-Magazins landete Daniella Alonso im Jahre 2006 auf Platz 41 der 'Maxim Hot 100'.

## Filmografie

### Filme
- 1997: Academy Boyz
- 2001: Ritter Jamal – Eine schwarze Komödie (Black Knight)
- 2003: Rhythm of the Saints
- 2006: The Last Romantic
- 2006: All You’ve Got
- 2006: Hood of Horror
- 2007: The Hills Have Eyes 2
- 2007: Wrong Turn 2: Dead End
- 2007: A Poor Kid’s Guide to Success
- 2009: Love Song (Kurzfilm)
- 2009: We Were Once a Fairytale (Kurzfilm)
- 2009: The Collector – He Always Takes One (The Collector)
- 2009: Love 10 to 1
- 2010: The Mulberry Tree
- 2011: Metro (Fernsehfilm)
- 2012: Upgrade (Fernsehfilm)
- 2014: San Patricios
- 2015: Der Kaufhaus Cop 2 (Paul Blart: Mall Cop 2)
- 2015: Re-Kill
- 2016: Lawless Range
- 2018: Maybe I’m Fine
- 2020: Anderson Falls – Ein Cop am Abgrund (Anderson Falls)
- 2023: City Girls

### Fernsehserien
- 2001: Criminal Intent – Verbrechen im Visier (Law & Order: Criminal Intent, Folge 1x05)
- 2003: Law & Order (Folge 13x10)
- 2004: Jung und Leidenschaftlich – Wie das Leben so spielt (As the World Turns, eine Folge)
- 2004–2005: One Tree Hill (12 Folgen)
- 2006: CSI: NY (Folge 2x16)
- 2007: CSI: Miami (Folge 5x24)
- 2007: Saving Grace (Folge 1x07)
- 2007–2008: Friday Night Lights (10 Folgen)
- 2008: Stargate Atlantis (Folge 5x11)
- 2008: Without a Trace – Spurlos verschwunden (Without a Trace, Folge 7x09)
- 2009: Knight Rider (Folge 1x13)
- 2009: CSI: Den Tätern auf der Spur (CSI: Crime Scene Investigation, Folge 9x13)
- 2009: Medium – Nichts bleibt verborgen (Medium, Folge 6x05)
- 2010: My Generation (Fernsehserie, 8 Folgen)
- 2011: Mad Love (Folge 1x02)
- 2011: In Plain Sight – In der Schusslinie (In Plain Sight, Folge 4x11)
- 2012: Private Practice (Folge 5x20)
- 2012: Rizzoli & Isles (2 Folgen)
- 2012: Covert Affairs (2 Folgen)
- 2012–2014: Revolution (20 Folgen)
- 2014: Castle (Folge 7x06)
- 2014: The Night Shift (8 Folgen)
- 2015: Being Mary Jane (6 Folgen)
- 2016: Animal Kingdom (8 Folgen)
- 2017: MacGyver (Folge 2x07)
- 2017: Lethal Weapon (Folge 1x17)
- 2018: Criminal Minds (3 Folgen)
- 2018: SEAL Team (Folge 1x11)
- 2018: The Magicians (Folge 3x03)
- 2018–2019: Atlanta Medical (The Resident, 5 Folgen)
- 2019: The Fix (5 Folgen)
- 2019–2022: Der Denver-Clan (Dynasty, 3 Folgen)
- 2025: Grosse Pointe Garden Society